# Lepidodactylus browni
Lepidodactylus browni är en ödleart som beskrevs av  John C. Pernetta och BLACK 1983. Lepidodactylus browni ingår i släktet Lepidodactylus och familjen geckoödlor. Inga underarter finns listade i Catalogue of Life.